# Bulšit
Bulšit (v anglickém originále Not Another Teen Movie) je americká filmová komedie režiséra Joela Gallena z roku 2001. Snímek je parodie na teenagerské filmy, které se objevily v Hollywoodu v předchozím desetiletí. Základní zápletka je založena na filmech Taková normální holka a Deset důvodů, proč tě nenávidím. 

## Děj
V komunitě stereotypní střední školy John Hughes High se atraktivní roztleskávačka Priscilla rozejde se svým přítelem Jakem Wylerem, fotbalovou hvězdou. Když Jake zjistí, že Priscilla nyní chodí s Lesem jen proto, aby ho naštvala, Jakeův kamarád Austin ho přiměje k tomu, aby to Priscille oplatil tím, že udělá z Janey Briggsové královnu plesu. Jake se pokusí získat Janeyinu lásku, ale brání mu v tom jeho sestra Catherine, která by s ním chtěla mít sex a Ricky, Janeyin nejlepší přítel, jenž je do ní zamilovaný. Catherine mu ale nakonec pomůže změnit Janeyin vzhled tím, že ji zbaví brýlí a ohonu, čímž se Janey náhle stane krásnou dívkou.
Mezitím Janeyin mladší bratr Mitch uzavře se svými přáteli Oxem a Brucem pakt o tom, že do konce školního roku všichni ztratí panictví. Mitch se snaží zaujmout milostným dopisem dívku, do níž je již dlouho zamilovaný, Amandu Beckerovou. Ox říká, že s ní nemá šanci.
Jake ztratí popularitu u svých přátel kvůli tomu, že selhal při vedení fotbalového týmu. Austin trikem přiměje Jakea, aby Janey prozradil, proč se o ni začal zajímat. Janey ho kvůli tomu okamžitě opustí. Janey jde na ples s Austinem. Na plese tancuje Jake s Catherine, která ho sexuálně svádí. Když to vidí Janey, s brekem uteče.
Ples si neužívají ani Mitch, Ox a Bruce, dokud nepřijde Amanda Beckerová. Mitch jí dá svůj dopis a ona mu slíbí, že mu provede masturbaci. Ox se pak dá dohromady s Catherine.
Jake je zvolen králem plesu. Ředitel oznámí, že hlasy pro královnu jsou vyrovnané a všichni si myslí, že se jedná o Janey a Priscillu. Vítězkami jsou ale nakonec siamská dvojčata Kara a Sara Fratelliovi. Během tradičního tance krále a královny plesu, Janey s Austinem odejdou do hotelu. Tam se vydá i Jake a najde Austina v posteli s Priscillou. Les je u toho natáčí. Jake se proto vydá k Janey domů, kde se dozví, že je dívka na letišti na cestě do Paříže.
Jake přijede na letiště a najde Janey. Když ji chce zpět, použije mnoho cliché frází z různých romantických filmů, aby ji přesvědčil, aby zůstala v Americe. Jeho první vlastní replikou je, když říká, že bude nakonec lepší, když se rozdělí. Janey si ale myslí, že cituje z Karate Kid a rozhodne se s ním zůstat.

## Parodované filmy
- Americká krása
- Bourák
- Bravo, girls!
- Deset důvodů, proč tě nenávidím
- Detroit Rock City
- Ďábelská hra
- Karate Kid
- Kráska v růžovém
- Láska není v ceně
- Lucas
- Nepolíbená
- Nežádej svůj poslední tanec
- Olověná vesta
- Omámení a zmatení
- Pomáda
- Porky
- Poslední mejdan
- Prci, prci, prcičky
- Radši umřít
- Riskantní podnik
- Road Trip
- Sixteen Candles
- Snídaňový klub
- Taková normální holka
- Varsity Blues
- Velmi nebezpečné známosti
- Volný den Ferrise Buellera
- Zlaté časy na Ridgemont High

## Obsazení
- Chyler Leigh – Janey Briggsová (ošklivá holka), rebelující dívka s ohonem a vším pokrytým barvou. Janey je velmi nepopulární dívka, která vypadá, že má jediného přítele – Rickyho Lipmana. Bydlí se svým otcem a bratrem v malém domě. Janey je založena na postavě Laney ze snímku Taková normální holka.
- Chris Evans – Jake Wyler (populární sportovec), docela hloupý fotbalista. Býval hvězdou školního fotbalového týmu. Na začátku filmu se vsadí, že udělá z Janey královnu plesu, ale brzy se do ní zamiluje. Postava je vytvořena podle Zacha Silera, ztvárněného Freddem Prinzem Jr. v Takové normální holce, ale může být také odkazem na další podobné postavy v jiných filmech.
- Jaime Pressly – Priscilla (protivná roztleskávačka), nejpopulárnější dívka ve škole a Jakeova bývalá přítelkyně. Je zlomyslná, hrubá a chová se špatně k Janey i dalším postavám. Na začátku filmu se rozejde s Jakem kvůli Lesovi. Priscilla byla inspirována Taylor Vaughanovou z Takové normální holky.
- Eric Christian Olsen – Austin (nafoukaný blonďák), zlý blonďák, který přiměje Jakea k sázce. Austin pochází z postavy Deana Sampsona Jr. z Takové normální holky.
- Eric Jungmann – Ricky Lipman (posedlý nejlepší přítel), Janeyin nejlepší přítel, který je do ní šíleně zamilovaný, ačkoli to Janey netuší. Postava je založena na Duckiem z filmu Kráska v růžovém
- Mia Kirshner – Catherine Wylerová (nejbezcitnější dívka na škole), promiskuitní Jakeova sestra. Výměnou za pomoc při změně Janey chce mít sex s Jakem. Catherine je založena na postavě Kathryn Mertueilové ztvárněné Sarah Michelle Gellar ve snímku Velmi nebezpečné známosti.
- Deon Richmond – Malik Token (zbytečný černý kluk), který je součástí obsazení jen, aby sem tam něco pronesl, ale příběh nikdy nikam dále neposune. Postava je založená na Prestonovi z Takové normální holky.
- Cody McMains – Mitch Briggs (zoufalý panic), Janeyin hrubý a tvrdohlavý bratr, jenž se zoufale snaží přijít o panictví před koncem školního roku. Mitch je založený na postavě Kevina Myerse z filmu Prci, prci, prcičky
- Sam Huntington – Ox (citlivý kluk), Mitchův kamarád, který touží po tom najít pravou lásku inspirovaný Ozem z filmu Prci, prci, prcičky
- Samm Levine – Bruce, Asiat inspirovaný Kennym z Posledního mejdanu
- Cerina Vincent – Areola (nahá zahraniční studentka), studentka, která je během celého filmu nahá. Areola je založena na postavě Nadii z Prci, prci, prciček.
- Ron Lester – Reggie Ray (hloupý tlustý kluk), fotbalista, který má během filmu několik otřesů mozku. Postava je inspirována postavou stejného herce z filmu Varsity Blues.
- Lacey Chabert – Amanda Beckerová (perfektní dívka), Mitchova vysněná dívka. Amanda je založena na postavě ztvárněné Jennifer Love Hewitt ve filmu Poslední mejdan.
- Riley Smith – Les (pěkný podivín), pokaždé se objevuje s kamerou a létající igelitovou taškou s nápisem "Nejhezčí věc, jakou jsem kdy viděl". Postava je založena na postavě Rickyho Fittse z Americké krásy.
- Ed Lauter – agresivní, krutý a sprostý fotbalový trenér
- Randy Quaid – pan Briggs, dobrosrdečný ale tupý otec Janey a Mitche
- Joanna Garcia – Sandy Sue, dívka s Touretteovým syndromem, která se stane roztleskávačkou
- Beverly Polcyn – Sadie Agatha Johnsonová, reportérka šedesátnice, kterou učí Catherine v líbání. Její postava je založena na reportérce Josie ztvárněné Drew Barrymoreovou z filmu Nepolíbená.
- Robert Patrick Benedict – Preston Wasserstein, kluk, který může uspořádat doma party, protože jeho nevšímaví rodiče odejdou z domu, parodie postavy Matthewa Brodericka z filmu Volný den Ferrise Buellera

### Cameo role
Několik herců z jiných teenagerských filmů se objevilo i v Bulšitu v malých rolích.
- Molly Ringwald – neslušná letuška z konce filmu, která uráží Jake a Janey
- Mr. T – moudrý školník, vševědoucí Jakeovo svědomí, narážka na postavu Charlese S. Duttona ve filmu Bourák a Carla z filmu Snídaňový klub
- Kyle Cease – pozdě tleskající chlap
- Melissa Joan Hartová – instruktorka pozdě tleskajícího chlapa
- Paul Goebel – kuchař, který ejakuloval do Mitchova francouzského toastu během muzikálového čísla, paroduje postavu Horatia Sanze z filmu Road Trip
- Lyman Ward – pan Wyler, Jakeův otec, který po něm chce, aby pokračoval ve studiu na Princeton University
- Paul Gleason – Richard "Dick" Vernon, ředitel školy
- Sean Patrick Thomas – druhý zbytečný černý chlap, kterého Malik požádá, aby odešel z party
- Good Charlotte – kapela hrající na plese
- Josh Radnor – průvodce provádějící prváky na začátku filmu